# Paepalanthus bosseri
Paepalanthus bosseri là một loài thực vật có hoa trong họ Eriocaulaceae. Loài này được (Morat) Stützel mô tả khoa học đầu tiên năm 1987.